# Синчхонджи
Церковь Иисуса Синчхонджи Храм Скинии Свидетельства (кор. 신천지예수교 증거장막성전 или «Новое Небо и Новая Земля») — действующее на территории Южной Кореи новое религиозное движение, основанная 14 марта 1984 года одним из бывших лидеров церкви Скинии Ли Ман Хи.
Занимает первые места среди новых религиозных движений Южной Кореи по числу привлекаемых сторонников: по данным антикультовых организаций число членов движения увеличивается более чем на 10 тысяч человек в год. По данным газеты «Kyunghyang Shinmun» в 2022 году на собрание организации пришло более 100 тысяч человек.
Позиционирует себя как истинная христианская церковь, однако не признается традиционными христианскими организациями. Идеология организации основана на собственном толковании Книги Откровения. Целями организации заявлено достижение «Царства Божьего» и «Нового Израиля» на Земле («нового неба» и «новой земли»). Для достижения этой цели по заявлению лидера движения Ли Ман Хи необходимо довести численность организации до 144 тысяч человек. Поэтому главной целью организации объявлена активная миссионерская деятельность по достижению нужного числа членов. Хотя спасение всего человечества в целях не заявлено, согласно доктрине организации ее члены достигнут вечной жизни и познают Книгу Откровения.
Уникальной особенностью миссионерской деятельности организации является ориентация на уже обращенных в христианство членов других религиозных организаций. При вербовке новых людей участники Синчхонджи позиционируют себя как принадлежащих традиционным христианским конфессиям. Данная тактика вербовки носит название «чхусуккун» (жнец) и основывается на толковании Притчы о добром семени и о плевелах, где под зернами понимаются любые искренне верующие христиане, а под плевелами нехристиане, продавцы и простые прихожане церквей.
Управление организации имеет основанные на толковании книги Откровения три уровня: президент, семь министров образования и директора 12 церквей. Сам Ли Ман Хи имеет титул «тот, кто побеждает». Согласно идеологии организации, Ли Ман Хи обладает исключительным правом говорить с Богом, а после установления «новых небес» будет сидеть рядом с Богом у его трона. При этом Ли Ман Хи объявляет себя апостолом Иоанном, семь министров образования ассоциируются с семью рогами и семью глазами Агнца, а двенадцать руководителей региональных церквей с двенадцатью воротами, двенадцатью камнями и двенадцатью апостолами, которые появятся после установления «новой земли» (которая организацией трактуется как «новый Израиль»).
Засекреченность сведений организации о своих членах называют одной из причин бесконтрольного распространения ковида в Южной Корее в 2020 году.